# Emil Wolf
Emil Wolf (n. 30 iulie 1922, Praga, Cehoslovacia – d. 2 iunie 2018, Rochester, New York, SUA) a fost un fizician american de origine evreiască, ales ca membru de onoare al Academiei Române (în 2010).